# ニコラ・アペール通り

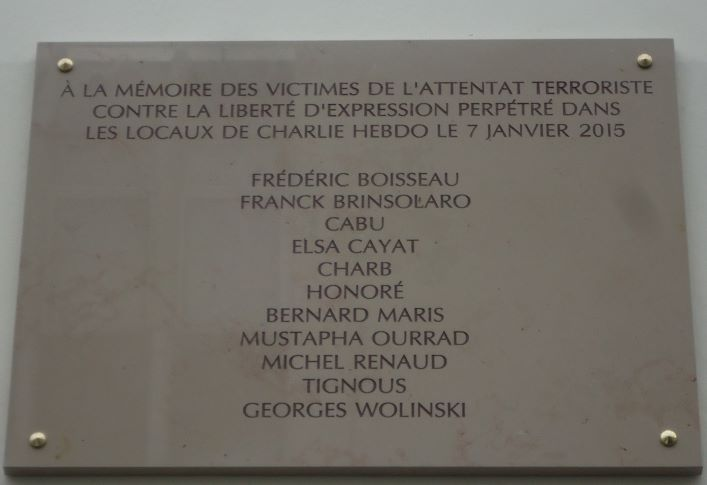
追悼記念碑

ニコラ・アペール通りは、パリ11区のサンタンブロワーズ地区 (Quartier Saint-Ambroise) に位置する通りで、パサージュ・サンタンヌ・ポパンクール (passage Sainte-Anne-Popincourt)、ガビ・シルヴィア通り (rue Gaby-Sylvia)、パサージュ・デ・プリムヴェレス (passage des Primevères)、アレ・ヴェルト (allée Verte)、ペレ通り (rue Pelée) に通じている。
ガラス瓶の中に食物を入れ密封し加熱殺菌して保存する食糧貯蔵法を発明したニコラ・アペール (1749年 - 1841年) に因んで命名された。 

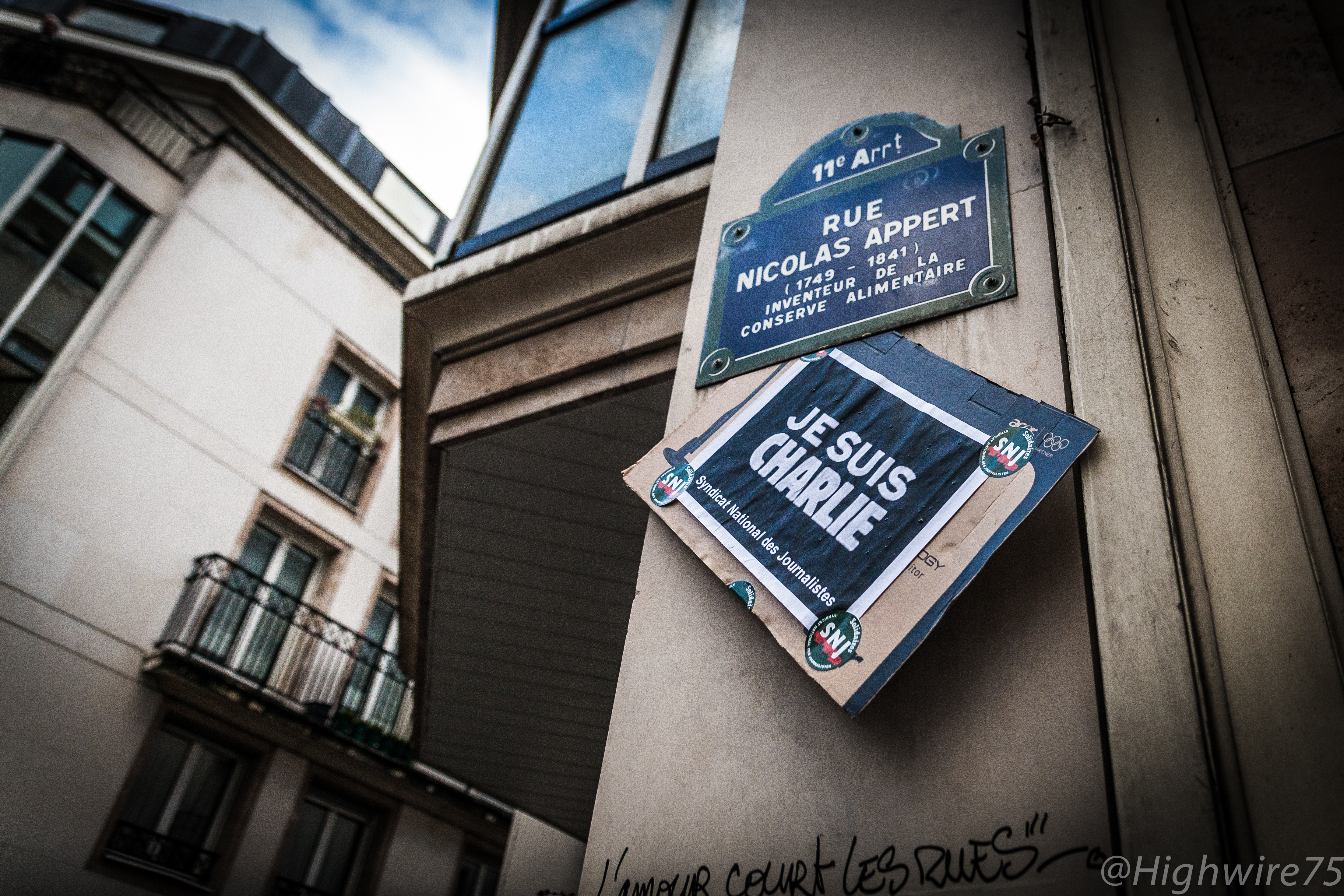
Je suis Charlie

ニコラ・アペール通り10番地にシャルリー・エブドの編集部があり、2015年1月4日にシャルリー・エブド襲撃事件が発生した。向かいには劇場「コメディー・バスティーユ (Comédie Bastille)」があり、事件当日は避難・待機場所になった。